# Lana de acero

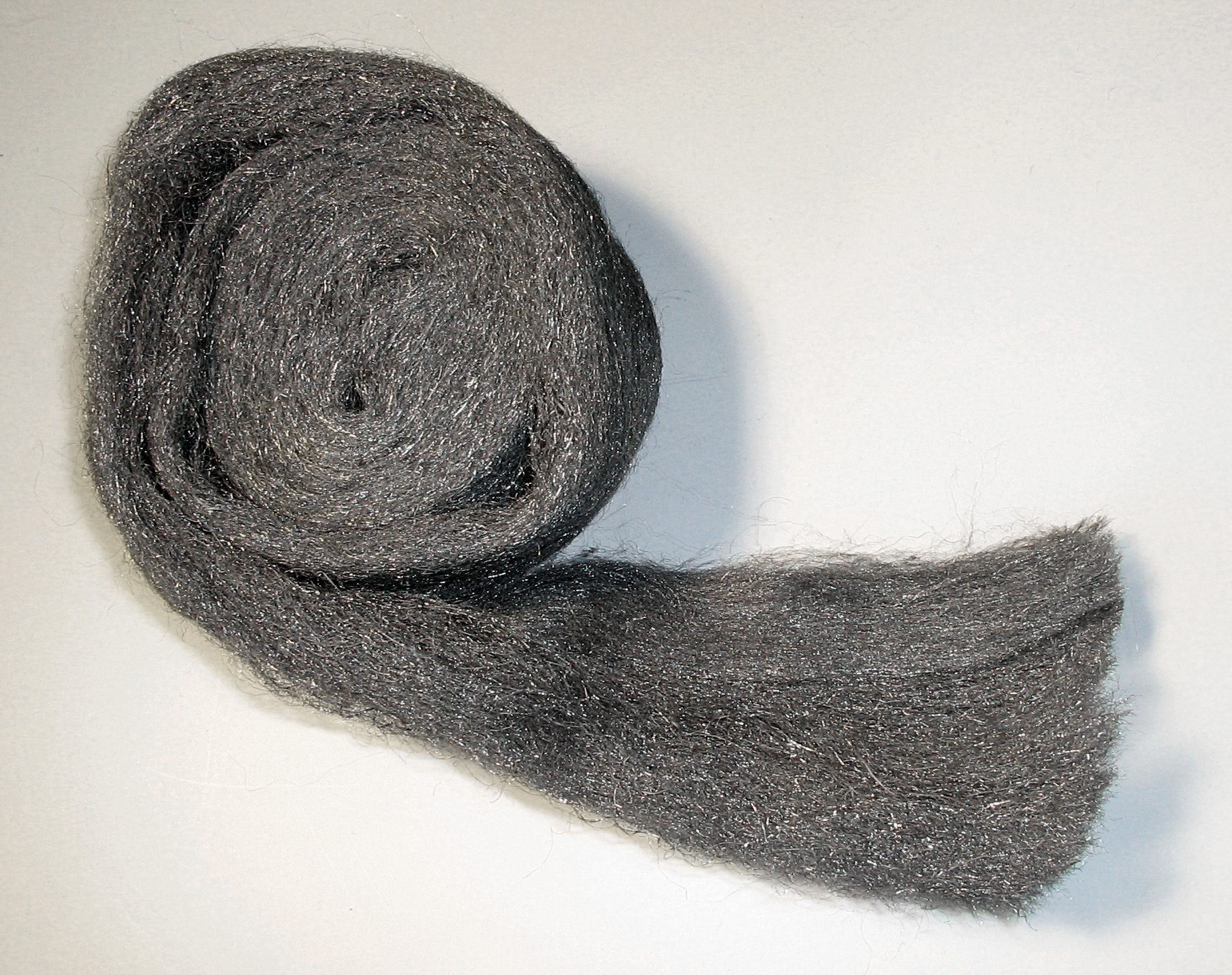
Una pieza de lana de acero.

El estropajo o lana de acero (virutilla en Chile, esponjilla en Colombia, brillo en Costa Rica, virulana o baso en Argentina, Esponja de aluminio en Uruguay, nanas en España), es un conjunto de hebras de varias fibras de acero finas y blandas, que se usa en trabajos de acabado, limpieza y reparación como el pulido de madera u objetos de metal.
La emplean principalmente carpinteros y artesanos que trabajan con pintura, laca y barniz.
Cuando la lana de acero se calienta, incrementa su masa debido a la quema del hierro combinado con el oxígeno. La lana de acero muy delgada es algunas veces portada para ser usada como yesca en situaciones de emergencia; se quema incluso cuando se encuentra mojada, y puede ser encendida por el fuego, una chispa, o por la fricción de una batería para producir el calentamiento.
| Tipo | Especificación límite inferior | Especificación límite superior |
| ---- | ------------------------------ | ------------------------------ |
| 000# | 0,00635                        | 0,00889                        |
| 00#  | 0,00889                        | 0,0127                         |
| 0#   | 0,0127                         | 0,0381                         |
| 1#   | 0,0381                         | 0,0635                         |
| 2#   | 0,0635                         | 0,0889                         |
| 3#   | 0,0889                         | 0,1143                         |
| 4#   | 0,1143                         | 0,1778                         |